# Almansa (vino)
Almansa es una denominación de origen protegida cuya zona de producción se encuentra situada en la parte sureste de la provincia de Albacete, en la comunidad autónoma de Castilla-La Mancha (España). La componen 8 términos municipales (Almansa, Alpera, Bonete, Corral-Rubio, Higueruela, Hoya-Gonzalo, Pétrola y la pedanía de Villar de Chinchilla) teniendo como centro de la denominación al municipio de Almansa. La denominación de origen limita con la Comunidad Valenciana (provincias de Alicante y Valencia) y con la Región de Murcia.
Tiene una extensión de 7.118 ha y cuenta con 12 bodegas elaboradoras.
Obtuvo la calificación de denominación de origen en 1966. Su registro ante la Unión Europea data del 13 de junio de 1986. También cuenta con registro ante la Organización Mundial de la Propiedad Intelectual desde 22 de junio de 2021.
El 20% de los vinos se venden en España y el 80% se exportan a más de 25 países.
La viticultura en la zona se remonta al contexto de la repoblación cristiana del territorio tras su Reconquista, aunque ya hay vestigios de producción y consumo de vino en explotaciones agrícolas de época romana.

## El entorno
La altitud media de los viñedos oscila entre los 700 y los 1000 m s. n. m., los suelos son calizos, con carbonatos debajo de una tierra vegetal fértil.
Los viñedos suelen asentarse sobre tierras llanas caracterizadas por suelos permeables, calizos y pobres en nutrientes, condiciones ideales para la elaboración de vinos de calidad.
El clima es mediterráneo continentalizado, con una temperatura de 38° de máxima en verano y 6º bajo cero en invierno.
Las precipitaciones son escasas. Desde el 1 de enero de 2021 y hasta el 26 de septiembre de 2021 han caído 356,1 mm. en Almansa.

## Características de los vinos
- Tintos: vinos de 12% volumen mínimo.OH

- Rosados: vinos de 12,5% volumen mínimo.

- Blancos: vinos de 11,5% a 13,5% volumen.

## Uvas
- Garnacha tintorera (tinta).
- Cencibel (tinta).
- Monastrell (tinta).
- Syrah (tinta).
- Airén (blanca).
- Macabeo (blanca).

## Añadas
| 1975      | 1976      | 1977      | 1978      | 1979  | 1980      | 1981      | 1982      | 1983  | 1984      | 1985  | 1986      | 1987      | 1988      | 1989      | 1990      | 1991      |
| Excelente | Regular   | Buena     | Muy Buena | Buena | Excelente | Muy Buena | Excelente | Buena | Buena     | Buena | Buena     | Buena     | Buena     | Buena     | Buena     | Buena     |
| 1992      | 1993      | 1994      | 1995      | 1996  | 1997      | 1998      | 1999      | 2000  | 2001      | 2002  | 2003      | 2004      | 2005      | 2006      | 2007      | 2008      |
| Muy Buena | Muy Buena | Muy Buena | Muy Buena | Buena | Buena     | Buena     | Buena     | Buena | Muy Buena | Buena | Muy Buena | Excelente | Muy Buena | Muy Buena | Muy Buena | Muy Buena |
| 2009      | 2010      | 2011      | 2012      | 2013  | 2014      |           |           |       |           |       |           |           |           |           |           |           |
| Muy Buena | Muy Buena | Muy Buena | Muy Buena | Buena | Muy Buena |           |           |       |           |       |           |           |           |           |           |           |

## Bodegas
- Bodegas Piqueras, S.A. (Almansa) .
- Bodegas Venta la Vega (Almansa) .
- Bodegas Virgen de Belén (Almansa) .
- Agrícola Santa Rosa (Almansa) .
- Hacienda El Espino, S.L. (Almansa) .
- Bodegas Atalaya. (Almansa).
- Agrícola Almanseña Soc. Coop. Limitada (Almansa).
- Cooperativa del Campo Santa Cruz (Alpera) .
- Bodega Dehesa El Carrascal (Bonete) .
- Bodegas El Tanino (Hoya-Gonzalo) .
- Tintoralba (Higueruela) .
- Bodegas Cano, S.L. (Higueruela) .